# Skagway
Skagway är en stad och en borough i Alaska. År 2010 hade den 968 invånare.
Jack Londons roman Skriet från vildmarken utspelar sig till viss del i staden, och turism är en stor del av stadens inkomst. Kryssningsfartyg ankrar ofta i stadens hamn. White Pass and Yukon Route, en smalspårjärnväg från gruvarbetartiden är idag i drift enbart på grund av turismen, och går under hela sommaren.
Skagway kommer från tlingitfolkets namn på området, "Skagua". Namnet har flera betydelser, som alla har med vind att göra.

## Geografi
Enligt United States Census Bureau så har countyt en total area på 1 202 km². 1 172 km² av den arean är land och 30 km² är vatten. 

### Angränsande områden
Skagway gränsar till Haines Borough i väster och i söder och gränsar till Stikine Region i British Columbia, Kanada i norr och öster.     

### Galleri

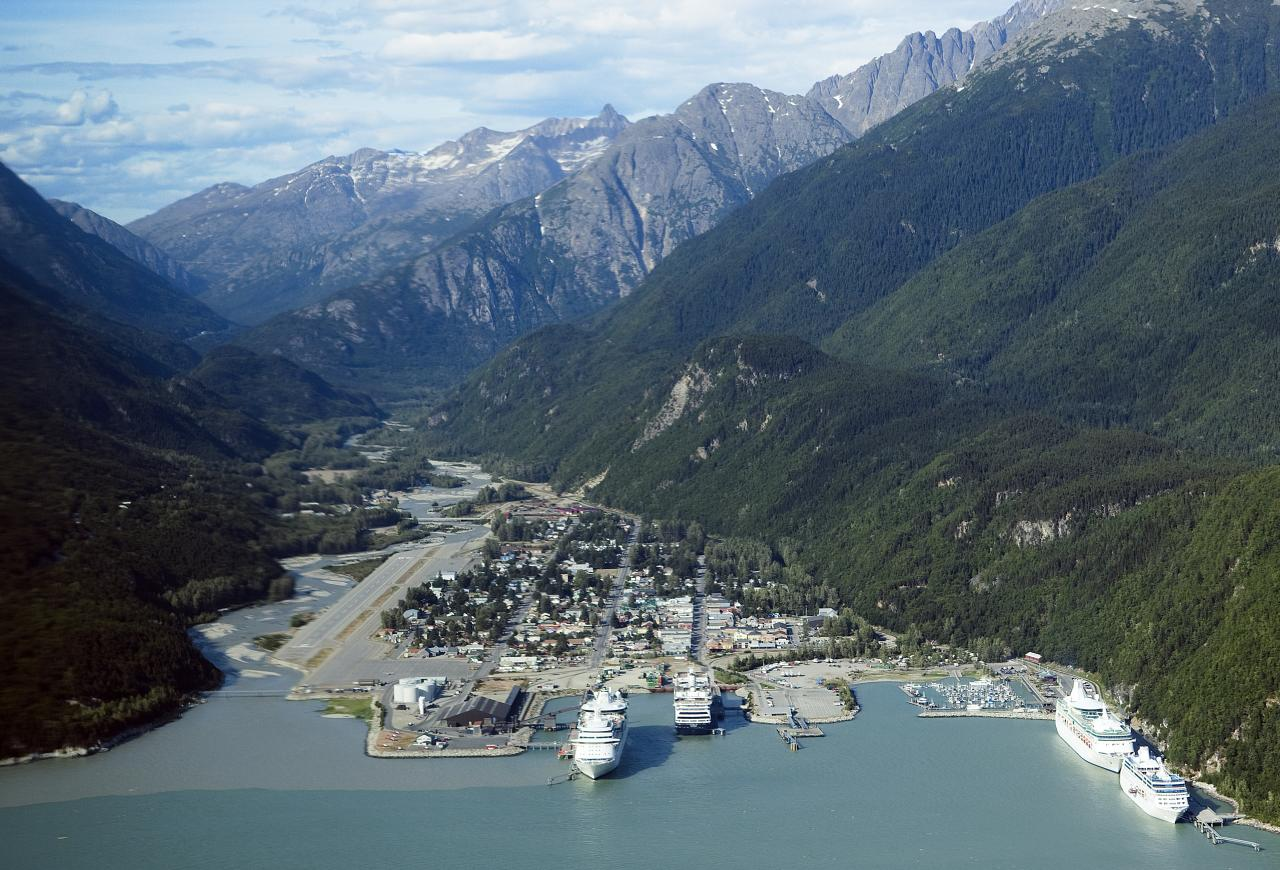
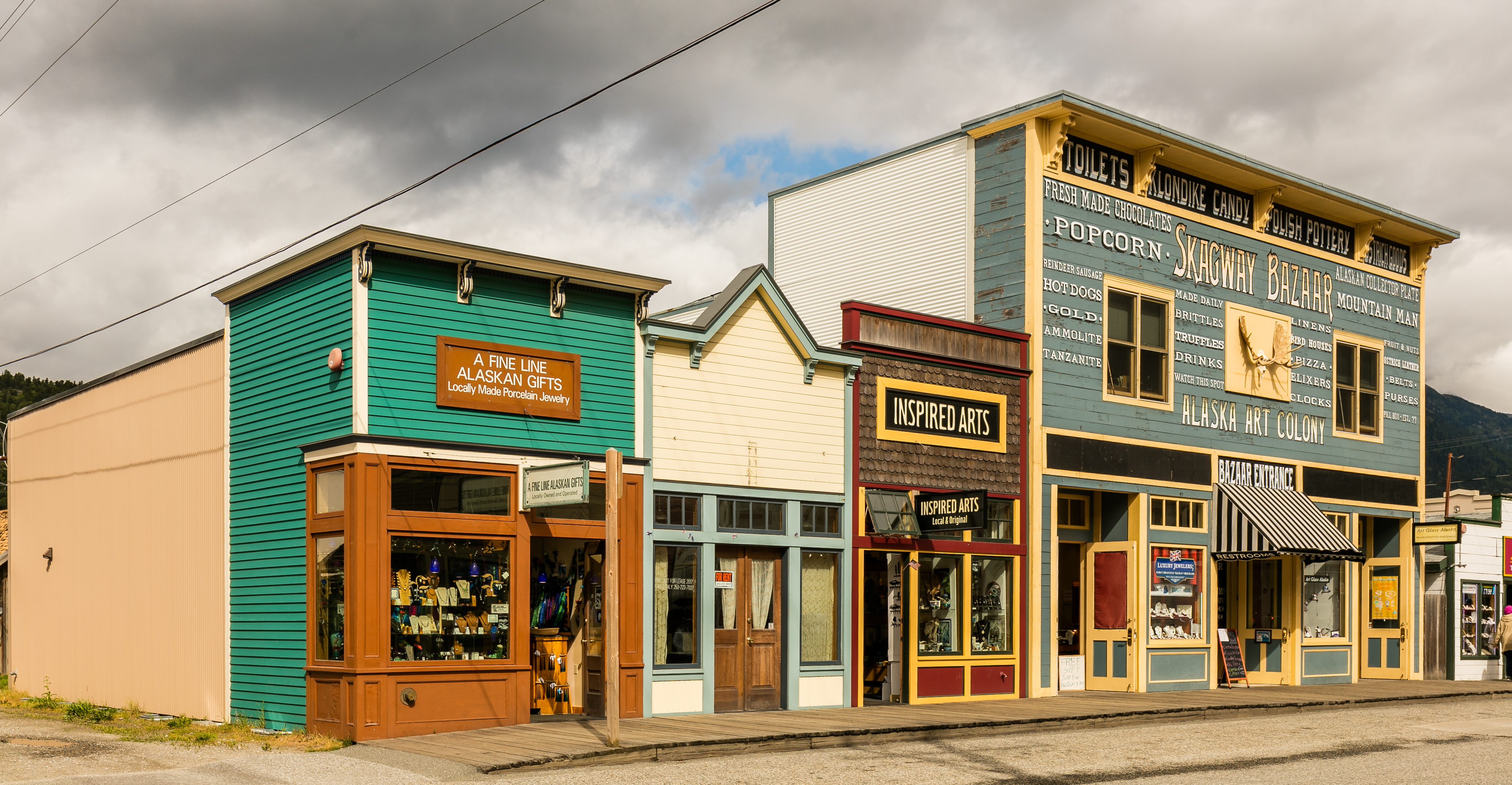
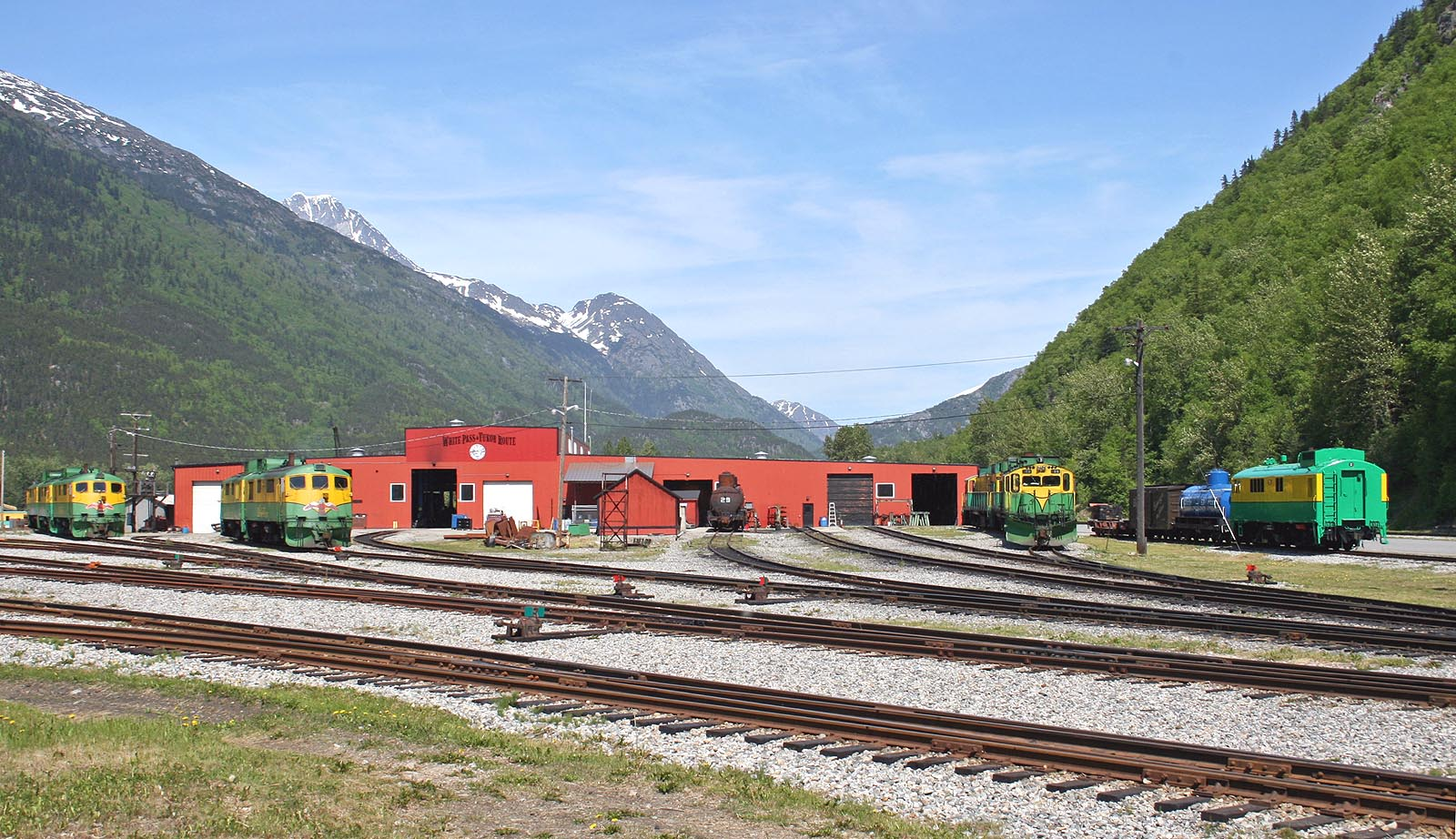
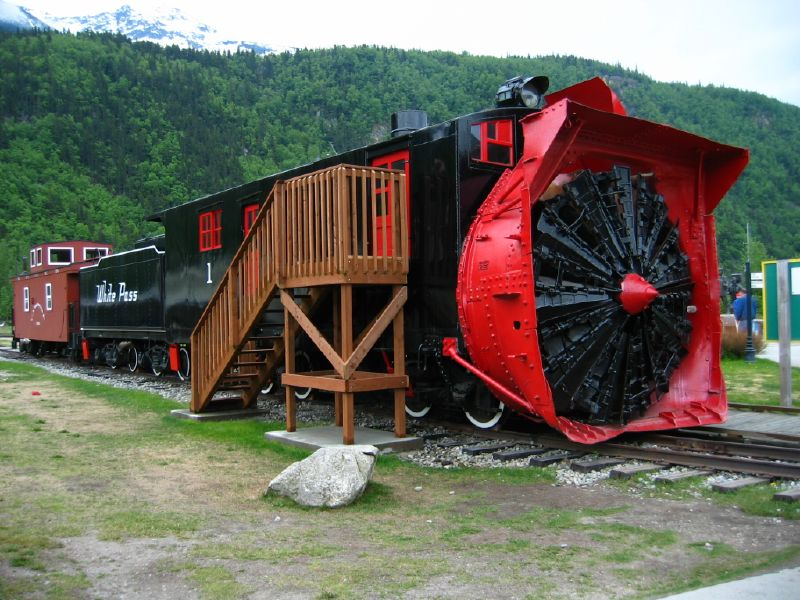
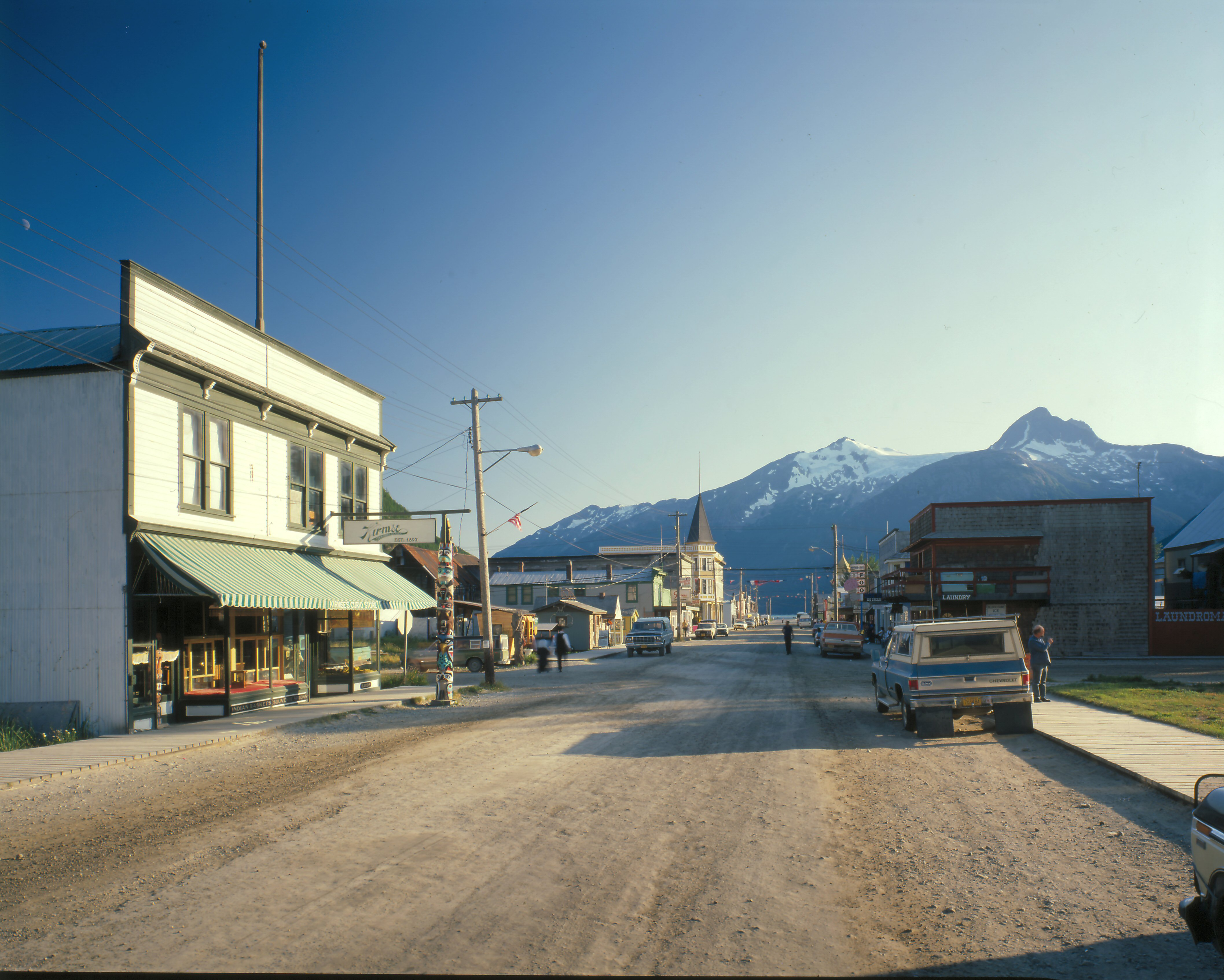
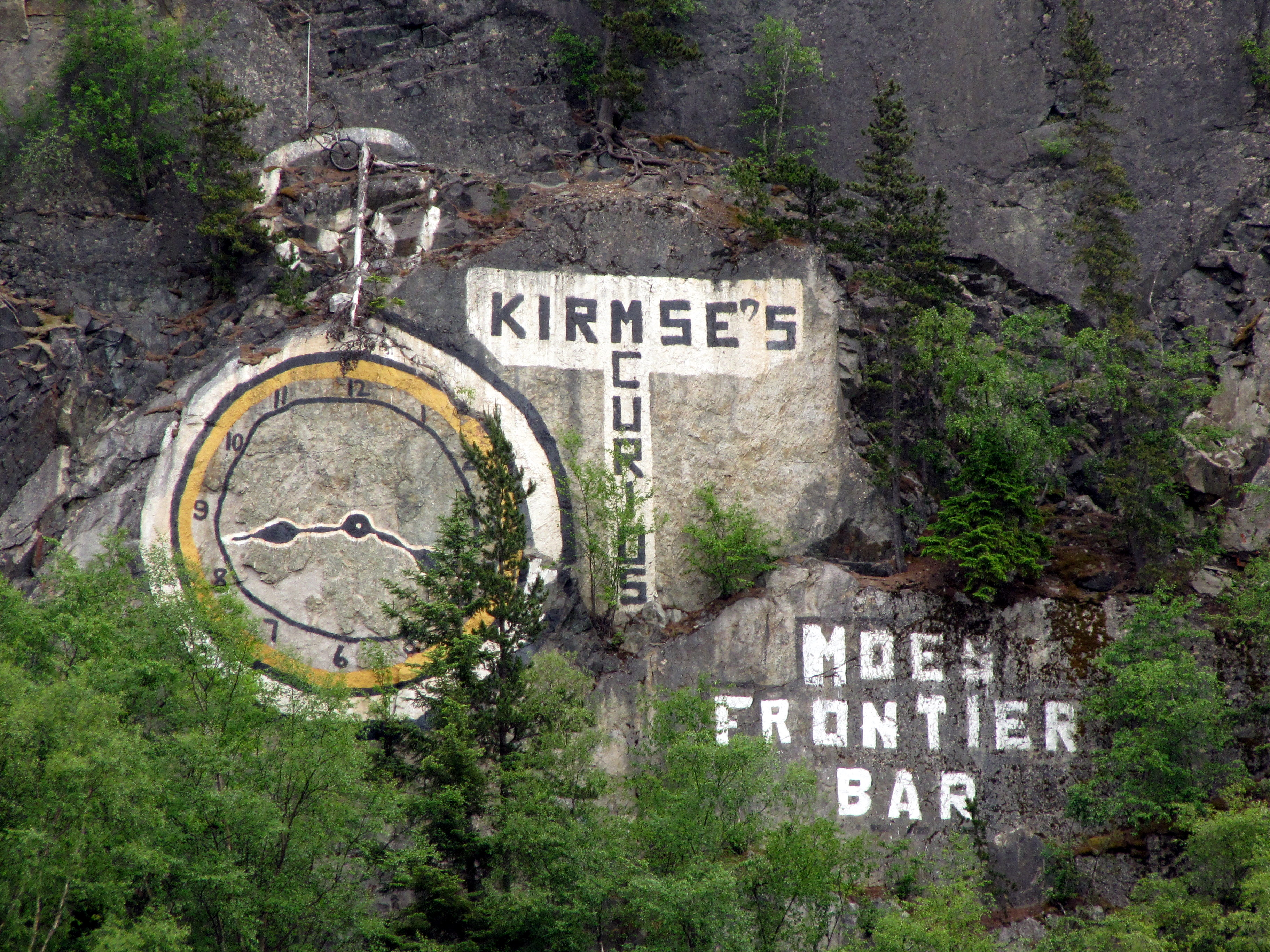